# Hugo Weaving
Hugo Wallace Weaving (ur. 4 kwietnia 1960 w Ibadanie) – australijski aktor filmowy i teatralny. Występował w roli agenta Smitha w serii filmów Matrix i Elronda w trylogiach Władca Pierścieni i Hobbit.

## Życiorys
Urodził się w Ibadan w Nigerii. Matka, Anne (z domu Lennard), była przewodniczką wycieczek, a wcześniej nauczycielką. Ojciec, Wallace Weaving, był sejsmologiem. Babcia ze strony matki była Belgijką. Rok po jego urodzeniu rodzina powróciła do Anglii. Mieszkali w Bedford, a potem w Brighton. Później przeprowadzali się do Melbourne, Sydney, Johannesburga i z powrotem do Anglii. W wieku 13 lat zdiagnozowano u niego padaczkę, w związku z czym nigdy nie otrzymał prawa jazdy. W 1976 rodzina ponownie przeprowadziła się do Sydney, gdzie Hugo uczęszczał do Knox Grammar School. W 1982 ukończył National Institute of Dramatic Art w Sydney.
Niemal świeżo po szkole zwrócił na siebie uwagę występem jako Andy White w melodramacie The City's Edge (1983), niskobudżetowym filmie, który jako pierwszy realistycznie przedstawia warunki życia aborygenów. W latach 80. i 90. występował w wielu australijskich produkcjach, w tym w miniserialu Bangkok Hilton (1989) z Nicole Kidman i Denholmem Elliottem. Dwa lata później zdobył nagrodę Australian Film Institute dla najlepszego aktora za rolę Martina w czarnej komedii o niewidomym fotografie Dowód (Proof, 1991) z Heather Mitchell, Saskią Post i Russellem Crowe.
Wystąpił jako homoseksualny artysta drag queen Anthony „Tick” Belrose w komediodramacie muzycznym Stephana Elliotta Priscilla, królowa pustyni (1994). Użyczył swojego charakterystycznego barytonowego głosu jako narrator w komedii Babe – świnka z klasą (1995). Jedna z jego najbardziej znanych ról to agent Smith w przeboju science-fiction Matrix (1999). Później wystąpił w roli półelfa Elronda w trylogiach Petera Jacksona Władca Pierścieni (2001, 2002, 2003) i Hobbit (2012, 2013, 2014).
W 2005 zagrał główną rolę w filmie V jak Vendetta, nosząc maskę przez cały występ. Jego praca jako głównego złoczyńcy w Transformers (2007) i Kapitan Ameryka: Pierwsze starcie (2011) zdawała się umacniać jego miejsce w Hollywood. Potem skupił się na występach w teatrze i niskobudżetowych, niezależnych filmach, takich jak m.in. dramat Oranges and Sunshine (2010).
Zamieszkał w Sydney z Katriną Greenwood i ich dwójką dzieci, Harrym i Holly. Posiada farmę mleczarską na północ od miasta, którą nabył z wpływów z Matrixa.

## Filmografia

### Filmy
- 1980: ...Maybe This Time jako student 2
- 1983: City's Edge, The jako Andy White
- 1986: For Love Alone jako Jonathan Crow
- 1987: Pomocnik jako Ned Devine
- 1988: Dadah Is Death jako Geoffrey Chambers
- 1989: Bangkok Hilton jako Richard Carlisletar
- 1990: ...Almost / Wendy Cracked a Walnut jako Jake
- 1991: Dowód jako Martin
- 1993: The Custodian jako Church
- 1993: Spryciarz jako Jonathan Wheats
- 1993: Niezniszczalny Kelly jako sir John
- 1994: Wygnanie jako Innes
- 1994: Priscilla, królowa pustyni jako Anthony Belrose / Tick / Mitzi
- 1995: Babe – świnka z klasą jako Rex (głos)
- 1996: The Bite jako Jack Shannon
- 1997: True Love and Chaos jako Morris
- 1998: Sypialnie i przedsionki jako Jeremy
- 1998: Przesłuchanie jako Eddie Rodney Fleming
- 1998: Babe: Świnka w mieście jako Rex (głos)
- 1999: Dziwna planeta jako Steven
- 1999: Matrix jako agent Smith
- 1999: Waterproof jako Martin
- 2000: Magiczna wyprawa jako Bill Barnacle (głos)
- 2001: The Old Man Who Read Love Stories jako Rubicondo, dentysta
- 2001: Władca Pierścieni: Drużyna Pierścienia jako Elrond
- 2001: Żona do wzięcia jako Harvey
- 2002: Władca Pierścieni: Dwie wieże jako Elrond
- 2003: Matrix Reaktywacja jako agent Smith
- 2003: Władca Pierścieni: Powrót króla jako Elrond
- 2003: Matrix Rewolucje jako agent Smith
- 2003: Po burzy jako Martin Kirby
- 2004: Time Breaker
- 2004: Kwaśny smak brzoskwini jako Alan Thatcher
- 2005: Confessions of an Action Star jako on sam
- 2005: Mit
- 2005: Little Fish
- 2006: V jak vendetta jako V
- 2007: Transformers jako Megatron (głos)
- 2009: Transformers: Zemsta upadłych jako Megatron (głos)
- 2010: Wilkołak jako detektyw Francis Aberline
- 2011: Kapitan Ameryka: Pierwsze starcie jako Red Skull
- 2011: Transformers: Dark of the Moon jako Megatron (głos)
- 2012: Hobbit: Niezwykła podróż jako Elrond
- 2012: Atlas chmur jako Haskell Moore, Tadeusz Kesselring, Bill Smoke, pielęgniarka Noakes, członek rady Mephi, stary Georgie
- 2013: Hobbit: Pustkowie Smauga jako Elrond
- 2013: Mystery Road jako Johnno
- 2014: Hobbit: Bitwa Pięciu Armii jako Elrond
- 2015: The Dressmaker jako sierżant Farrat
- 2016: Przełęcz ocalonych (Hacksaw Ridge) jako ojciec
- 2018: Black '47 jako Hannah
- 2018: Zabójcze maszyny (Mortal Engines) jako Thaddeus Valentine
- 2019: Hearts and Bones jako Dan Fisher
- 2019: Measure for Measure jako Duke
- 2021: Lone Wolf jako Minister
- 2022: Loveland jako doktor Bergman
- 2023: The Rooster jako The Hermit
- 2023: The Royal Hotel jako Billy